# Hermenegildo Estevan
Hermenegildo Estevan y Fernando (Maella, 13 de abril de 1851-Roma, 10 de noviembre de 1945) fue un pintor aragonés conocido por su trabajo en paisajes.

## Biografía
Nacido en 1851 en la localidad zaragozana de Maella, se licenció en Derecho por la Universidad de Zaragoza, mas cambió esta actividad por las Bellas Artes formándose como pintor en la Sociedad de Acuarelistas. 
Habría sido, según Ossorio y Bernard, discípulo de la Escuela especial de Pintura, Escultura y Grabado de Madrid. En la Exposición Nacional de Bellas Artes de 1876 presentó un Paisaje; en la de 1878 dos estudios del natural, al carbón, y en la de 1881 un Paisaje de las cercanías de Madrid. En las celebradas en 1880 a 1882 en el Círculo de Bellas Artes, sociedad La Acuarela y comercio de Hernández, presentó: Alrededores de Barbastro, Un dibujo, varios paisajes y apuntes, al lápiz; Cementerio viejo de San Fernando de Jarama, Detalle de primavera, Crepúsculo, La barca de Negralejo y Un jardín. Fue pensionista en Roma, donde se convirtió en 1887 en secretario de la Academia Española de Bellas Artes de Roma. Mantuvo ese cargo hasta su jubilación en 1933, produciendo la mayor parte de su actividad en el extranjero.
Estevan, que contrajo matrimonio con Clotilde Tourly, falleció en Roma en 1945.